# زينة (طعام)

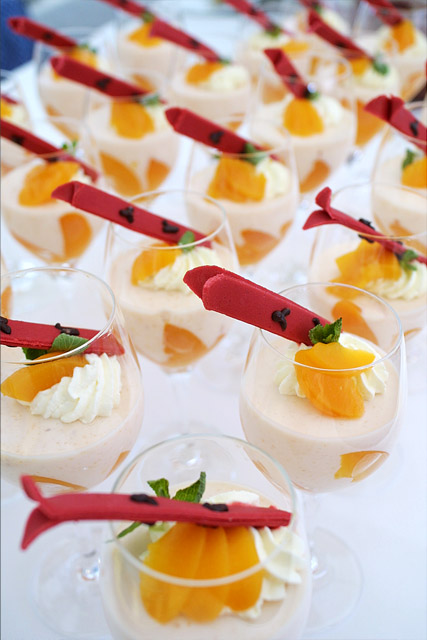
موس الدراق، مزيّن بالقشدة المخفوقة، النعناع، وقطع دراق (نبات)، وضعت الزينة على هيئة المتزلج على الثلج

الزينة، هي عنصر أو مادة تستخدم كديكور أو لزخرفة أطباق الطعام أو المشروبات. في كثير من الحالات، تعطي هذه المواد نكهة إضافية للطبق. يتم اختيار الزينة أساساً حسب تأثيرها البصري على الطبق، في حين يتم اختيار عناصر أخرى لإضفاء نكهة معينة. وهذا يختلف عن التوابل والتي تستخدم لتحضير صلصات تضيف نكهات للأطباق. من العناصر الغذائية التي تستخدم للتزيين الأعشاب كالبقدونس والمكسرات والخضراوات المقطعة.